# Giovane Scuola
La Giovane Scuola  (que en español significa literalmente Joven Escuela) fue el nombre que se le dio a un grupo de compositores italianos (principalmente compositores de ópera) que se formó en Italia en 1890.
Los representantes más importantes fueron Giacomo Puccini, Pietro Mascagni, Ruggero Leoncavallo, Umberto Giordano, Francesco Cilea, Alfredo Catalani y Alberto Franchetti. También Lorenzo Perosi fue uno de ellos, incluso aunque no escribió más que música sacra.
La apelación Giovane Scuola se usó por primera vez en la prensa y, a continuación, pasó muy rápidamente al lenguaje común. El movimiento tenía la intención de marcar una ruptura con la tradición de la ópera del siglo XIX, sobre todo a partir del modelo  hasta entonces dominante de música de Verdi.
La historiografía musical considera hoy que la Giovane Scuola no debe confundirse con el verismo, ya que sólo algunas pocas obras de compositores de este grupo pertenecerian a ese movimiento estético.